# Gentiana pumilio
Gentiana pumilio és una espècie de planta fanerògama que pertany a la família de les gencianàcies (Gentianaceae).

## Descripció
Gentiana pumilio és una planta monocàrpica amb diverses tiges erectes de 7 a 40 mm d'alçada.
Les fulles basals són orbiculars a espatulades, 3 a 16 mm de llargada i 2 a 18 mm d'amplada, ascendents. Les fulles caulinars fan entre 2 a 5 mm de llargària i entre 1 a 4 mm d'amplada, l'àpex és acuminat–apiculat, la base és arrodonida a decurrent, el marge és sencer a denticulat, amb un limbe foliar i una quilla de color blanc evidents.
Les flors són sèssils, solitàries o en grups de dos a tres. El calze és cilíndric amb un tub de 3 a 6 mm de llarg, els lòbuls són triangulars, erectes, d'1 a 2,5 mm de llarg, amb vora i una quilla prominent blanca. La corol·la és hipocraterimorfa, 5 a 12 mm de llarg, blanca verdosa, els lòbuls són ovats triangulars, 1 a 3 mm de llarg, blancs a blavosos, els apèndixs són interlobulars triangulars 0,8 a 1,8 mm de llarg, blavosos a porpres. Inclosos els estams, els filaments i les anteres de 1,5 a 2,5 mm de llarg. L'ovari conté un estil de prop de 3 mm de llarg,
La càpsula és oblonga de 5 a 7 mm de llargada, erecte de la corol·la macrescent per un ginòfor d'uns 3 mm de llargada. Les llavors són cilíndriques a el·líptiques, de prop d'1 mm de llarg, de color marró fosc.

## Distribució i hàbitat
Gentiana pumilio és una endèmica de les parts altes de la Sierra Madre del sud-oest de Guatemala i sud de Chiapas.
En el seu hàbitat creix a les zones alpines i subalpines en àrees obertes de pastures i microhàbitats humits a una altitud dels 2500 fins als 4070 m. Pel que sembla floreix de novembre a maig.
Per la distribució restringida és una espècie vulnerable a l'extinció.

## Taxonomia
Gentiana pumilio va ser descrita per Paul Carpenter Standley i Julian Alfred Steyermark i publicat a Publications of the Field Museum of Natural History, Botanical Series 23(2): 76–77, a l'any 1944.
Etimologia
Gentiana: Segons Plini el Vell i Dioscòrides Pedaci, el seu nom deriva del de Genci, rei de Il·líria en el segle ii, a qui s'atribuïa el descobriment del valor curatiu de la Gentiana lutea.
pumilio: epítet llatí que significa "nan", "pigmeu".